# Lettonia ai Giochi della XXVIII Olimpiade
La Lettonia partecipò ai Giochi della XXVIII Olimpiade, svoltisi ad Atene, Grecia, dal 13 al 29 agosto 2004, con una delegazione di 32 atleti impegnati in undici discipline.

## Medaglie
Medaglie d'argento
| Medaglia | Nome                 | Sport              | Evento                          |
| -------- | -------------------- | ------------------ | ------------------------------- |
| Argento  | Jevgēņijs Saproņenko | Ginnastica         | Volteggio maschile              |
| Argento  | Viktors Ščerbatihs   | Sollevamento pesi  | +105 kg maschile                |
| Argento  | Jeļena Rubļevska     | Pentathlon moderno | Gara femminile                  |
| Argento  | Vadims Vasiļevskis   | Atletica leggera   | Lancio del giavellotto maschile |

## Delegazione
| Sport              | Uomini | Donne | Totale |
| ------------------ | ------ | ----- | ------ |
| Atletica leggera   | 8      | 7     | 15     |
| Canoa/kayak        | 1      | -     | 1      |
| Ciclismo           | 2      | -     | 2      |
| Ginnastica         | 2      | -     | 2      |
| Judo               | 1      | -     | 1      |
| Lotta              | 1      | -     | 1      |
| Nuoto              | 4      | 1     | 5      |
| Pentathlon moderno | 1      | 1     | 2      |
| Sollevamento pesi  | 1      | -     | 1      |
| Tiro               | 1      | -     | 1      |
| Vela               | -      | 1     | 1      |
| Totale             | 22     | 10    | 32     |

## Risultati

### Atletica leggera
| Q | Qualificato al turno successivo per la Classifica in qualificazione                                                          |
| q | Qualificato per il turno successivo per ripescaggio o, negli eventi su campo, conquistando la misura minima per qualificarsi |

Maschile
Eventi su pista e strada
| Atleta             | Evento         | Batteria  | Batteria   | Quarti di finale | Quarti di finale | Semifinali | Semifinali | Finale          | Finale          |
| Atleta             | Evento         | Risultato | Classifica | Risultato        | Classifica       | Risultato  | Classifica | Risultato       | Classifica      |
| ------------------ | -------------- | --------- | ---------- | ---------------- | ---------------- | ---------- | ---------- | --------------- | --------------- |
| Dmitrijs Miļkevičs | 800 m piani    | 1'46"66   | =1º Q      | N.D.             | N.D.             | 1'46"62    | 6º         | non qualificato | non qualificato |
| Staņislavs Olijars | 110 m ostacoli | 13"27     | 2º Q       | 13"26            | 1º Q             | 13"20      | 3º Q       | 13"21           | 5º              |
| Aigars Fadejevs    | Marcia 20 km   | N.D.      | N.D.       | N.D.             | N.D.             | N.D.       | N.D.       | 1h22'08"        | 9º              |
| Aigars Fadejevs    | Marcia 50 km   | N.D.      | N.D.       | N.D.             | N.D.             | N.D.       | N.D.       | 3h52'52"        | 11º             |
| Modris Liepiņš     | Marcia 50 km   | N.D.      | N.D.       | N.D.             | N.D.             | N.D.       | N.D.       | 4h04'26"        | 25º             |

Eventi sul campo
| Atleta             | Evento                 | Qualificazioni | Qualificazioni | Finale          | Finale          |
| Atleta             | Evento                 | Risultato      | Classifica     | Risultato       | Classifica      |
| ------------------ | ---------------------- | -------------- | -------------- | --------------- | --------------- |
| Voldemārs Lūsis    | Lancio del giavellotto | 79,27 m        | 17º            | non qualificato | non qualificato |
| Ēriks Rags         | Lancio del giavellotto | 80,84 m        | 11º q          | 83,14 m         | 7º              |
| Vadims Vasiļevskis | Lancio del giavellotto | 84,43 m        | 3º Q           | 84,95 m         | Argento         |

Prove multiple – Decathlon
| Atleta          | Evento    | 100 m | Salto in lungo | Getto del peso | Salto in alto | 400 m | 110 m ostacoli | Lancio del disco | Salto con l'asta | Lancio del giavellotto | 1500 m  | Finale | Classifica |
| --------------- | --------- | ----- | -------------- | -------------- | ------------- | ----- | -------------- | ---------------- | ---------------- | ---------------------- | ------- | ------ | ---------- |
| Jānis Karlivāns | Risultato | 11"33 | 7,26           | 13,30          | 1,97          | 50"54 | 14"98          | 45,10            | 4,50             | 52,92                  | 4'38"67 | 6363   | 25º        |
| Jānis Karlivāns | Punti     | 789   | 876            | 686            | 776           | 790   | 852            | 733              | 760              | 632                    | 689     | 6363   | 25º        |

Femminile
Eventi su pista e strada
| Atleta            | Evento         | Batteria  | Batteria   | Semifinali      | Semifinali      | Finale          | Finale          |
| Atleta            | Evento         | Risultato | Classifica | Risultato       | Classifica      | Risultato       | Classifica      |
| ----------------- | -------------- | --------- | ---------- | --------------- | --------------- | --------------- | --------------- |
| Jeļena Prokopčuka | 10000 m piani  | N.D.      | N.D.       | N.D.            | N.D.            | 31'04"10        | 7ª              |
| Ieva Zunda        | 400 m ostacoli | 56"21     | 4ª         | non qualificata | non qualificata | non qualificata | non qualificata |
| Anita Liepiņa     | Marcia 20 km   | N.D.      | N.D.       | N.D.            | N.D.            | 1h39'54"        | 45ª             |

Eventi sul campo
| Atleta             | Evento           | Qualificazioni | Qualificazioni | Finale          | Finale          |
| Atleta             | Evento           | Risultato      | Classifica     | Risultato       | Classifica      |
| ------------------ | ---------------- | -------------- | -------------- | --------------- | --------------- |
| Ineta Radēviča     | Salto triplo     | 14,12 m        | 20ª            | non qualificata | non qualificata |
| Ineta Radēviča     | Salto in lungo   | 6,53 m         | 13ª            | non qualificata | non qualificata |
| Valentīna Gotovska | Salto in lungo   | 6,41 m         | 23ª            | non qualificata | non qualificata |
| Dace Ruskule       | Lancio del disco | 57,43 m        | 28ª            | non qualificata | non qualificata |
| Ilze Gribule       | Lancio del disco | 54,92 m        | 34ª            | non qualificata | non qualificata |

### Canoa/kayak
Sprint
| Atleta             | Evento    | Batterie | Batterie | Semifinali | Semifinali | Finale          | Finale          |
| Atleta             | Evento    | Tempo    | Pos.     | Tempo      | Pos.       | Tempo           | Pos.            |
| ------------------ | --------- | -------- | -------- | ---------- | ---------- | --------------- | --------------- |
| Dagnis Vinogradovs | C1 500 m  | 1'50"776 | 2º q     | 1'52"511   | 5º         | non qualificato | non qualificato |
| Dagnis Vinogradovs | C1 1000 m | 3'57"070 | 4º q     | 3'53"656   | 3º Q       | 3'53"537        | 6º              |

### Ciclismo

#### Ciclismo su pista
Maschile
| Atleta            | Evento        | Tempo    | Classifica |
| ----------------- | ------------- | -------- | ---------- |
| Andris Naudužs    | Corsa a punti | dnf      | dnf        |
| Romāns Vainšteins | Corsa a punti | 5h43'03" | 28º        |

### Ginnastica

#### Ginnastica artistica
Maschile
Individuale
| Atleta               | Evento               | Qualificazione | Qualificazione | Qualificazione | Qualificazione | Qualificazione | Qualificazione | Qualificazione | Qualificazione | Finale   | Finale   | Finale   | Finale   | Finale   | Finale   | Finale | Finale    |
| Atleta               | Evento               | Attrezzo       | Attrezzo       | Attrezzo       | Attrezzo       | Attrezzo       | Attrezzo       | Totale         | Posizione      | Attrezzo | Attrezzo | Attrezzo | Attrezzo | Attrezzo | Attrezzo | Totale | Posizione |
| Atleta               | Evento               | CL             | C              | A              | V              | P              | S              | Totale         | Posizione      | CL       | C        | A        | V        | P        | S        | Totale | Posizione |
| -------------------- | -------------------- | -------------- | -------------- | -------------- | -------------- | -------------- | -------------- | -------------- | -------------- | -------- | -------- | -------- | -------- | -------- | -------- | ------ | --------- |
| Igors Vihrovs        | Concorso individuale | 9.662          | 9.462          | 9.225          | 9.425          | 9.287          | 9.362          | 56.423         | 17º Q          | 9.687    | 8.862    | 9.187    | 9.700    | 9.000    | 9.437    | 55.873 | 18º       |
| Jevgēņijs Saproņenko | Volteggio            | N.D.           | N.D.           | N.D.           | 9.650          | N.D.           | N.D.           | 9.650          | 7º Q           | N.D.     | N.D.     | N.D.     | 9.706    | N.D.     | N.D.     | 9.706  | Argento   |

### Judo
Maschile
| Athlete            | Evento | Sedicesimi di finale     | Ottavi di finale     | Quarti di finale     | Semifinali           | Ripescaggio 1        | Ripescaggio 2        | Ripescaggio 3        | Finale / FB          | Finale / FB     |
| Athlete            | Evento | Avversaria Risultato     | Avversaria Risultato | Avversaria Risultato | Avversaria Risultato | Avversaria Risultato | Avversaria Risultato | Avversaria Risultato | Avversaria Risultato | Classifica      |
| ------------------ | ------ | ------------------------ | -------------------- | -------------------- | -------------------- | -------------------- | -------------------- | -------------------- | -------------------- | --------------- |
| Vsevolods Zeļonijs | −73 kg | Damdin (MGL) P 0011–1110 | non qualificato      | non qualificato      | non qualificato      | non qualificato      | non qualificato      | non qualificato      | non qualificato      | non qualificato |

### Lotta

#### Greco-romana
Maschile
| Atleta        | Evento | Fase a gironi            | Fase a gironi        | Fase a gironi | Fase a gironi        | Quarti di finale     | Semifinale           | Finale / FB | Finale / FB |
| Atleta        | Evento | Avversario Risultato     | Avversario Risultato | Pos.          | Avversario Risultato | Avversario Risultato | Avversario Risultato | Pos.        |             |
| ------------- | ------ | ------------------------ | -------------------- | ------------- | -------------------- | -------------------- | -------------------- | ----------- | ----------- |
| Igors Kostins | −96 kg | Cheglakov (UZB) P 1–3 PP | Özal (TUR) P 0–3 PO  | 3º            | non qualificato      | non qualificato      | non qualificato      | 17º         |             |

### Nuoto
Maschile
| Atleta              | Evento             | Batteria  | Batteria   | Semifinale      | Semifinale      | Finale          | Finale          |
| Atleta              | Evento             | Risultato | Classifica | Risultato       | Classifica      | Risultato       | Classifica      |
| ------------------- | ------------------ | --------- | ---------- | --------------- | --------------- | --------------- | --------------- |
| Romāns Miloslavskis | 100 m stile libero | 50"94     | 35º        | non qualificato | non qualificato | non qualificato | non qualificato |
| Romāns Miloslavskis | 200 m stile libero | 1'50"83   | 23º        | non qualificato | non qualificato | non qualificato | non qualificato |
| Pāvels Murāns       | 100 m rana         | 1'06"45   | 51º        | non qualificato | non qualificato | non qualificato | non qualificato |
| Andrejs Dūda        | 100 m farfalla     | 56"81     | 53º        | non qualificato | non qualificato | non qualificato | non qualificato |
| Guntars Deičmans    | 200 m misti        | 2'03"68   | 25º        | non qualificato | non qualificato | non qualificato | non qualificato |
| Guntars Deičmans    | 400 m misti        | 4'29"17   | 30º        | N.D.            | N.D.            | non qualificato | non qualificato |

Femminile
| Atleta         | Evento             | Batteria  | Batteria   | Semifinale      | Semifinale      | Finale          | Finale          |
| Atleta         | Evento             | Risultato | Classifica | Risultato       | Classifica      | Risultato       | Classifica      |
| -------------- | ------------------ | --------- | ---------- | --------------- | --------------- | --------------- | --------------- |
| Agnese Ozoliņa | 100 m stile libero | 59"03     | 43ª        | non qualificata | non qualificata | non qualificata | non qualificata |

### Pentathlon moderno
| Atleta            | Evento         | Pistola   | Pistola   | Pistola  | Scherma | Scherma   | Scherma  | Nuoto    | Nuoto     | Nuoto    | Equitazione | Equitazione | Equitazione | Corsa    | Corsa     | Corsa    | Totale | Posizione finale |
| Atleta            | Evento         | Risultati | Posizione | Punti PM | Tempo   | Posizione | Punti PM | Penalità | Posizione | Punti PM | Tempo       | Posizione   | Punti PM    | Tempo    | Posizione | Punti PM | Totale | Posizione finale |
| ----------------- | -------------- | --------- | --------- | -------- | ------- | --------- | -------- | -------- | --------- | -------- | ----------- | ----------- | ----------- | -------- | --------- | -------- | ------ | ---------------- |
| Deniss Čerkovskis | Gara maschile  | 180       | 11º       | 1096     | 19–13   | =2º       | 916      | 2'09"00  | 17º       | 1252     | 196         | 23º         | 1004        | 9'38"77  | 3º        | 1088     | 5356   | 4º               |
| Jeļena Rubļevska  | Gara femminile | 171       | 15ª       | 988      | 23–9    | 1ª        | 1028     | 2'26"96  | 21ª       | 1160     | 84          | 14ª         | 1116        | 10'58"00 | 4ª        | 1088     | 5380   | Argento          |

### Sollevamento pesi
Maschile
| Atleta             | Evento           | Strappo   | Strappo    | Slancio   | Slancio    | Totale | Classifica |
| Atleta             | Evento           | Risultato | Classifica | Risultato | Classifica | Totale | Classifica |
| ------------------ | ---------------- | --------- | ---------- | --------- | ---------- | ------ | ---------- |
| Viktors Ščerbatihs | +105 kg maschile | 205       | 3º         | 250       | 2º         | 455    | Argento    |

### Tiro a segno/volo
Maschile
| Atleta            | Evento                  | Qualificazioni | Qualificazioni | Finale          | Finale          |
| Atleta            | Evento                  | Punti          | Classifica     | Punti           | Classifica      |
| ----------------- | ----------------------- | -------------- | -------------- | --------------- | --------------- |
| Afanasijs Kuzmins | Pistola 25 m automatica | 574            | 14º            | non qualificato | non qualificato |

### Vela
Femminile
| Atleta      | Evento  | Regata | Regata | Regata | Regata | Regata | Regata | Regata | Regata | Regata | Regata | Regata | Punteggio netto | Classifica finale |
| Atleta      | Evento  | 1      | 2      | 3      | 4      | 5      | 6      | 7      | 8      | 9      | 10     | M*     | Punteggio netto | Classifica finale |
| ----------- | ------- | ------ | ------ | ------ | ------ | ------ | ------ | ------ | ------ | ------ | ------ | ------ | --------------- | ----------------- |
| Vita Matīse | Mistral | 22     | 21     | 20     | 21     | 20     | 21     | 23     | 20     | 10     | 19     | 19     | 193             | 39ª               |